# Johann Valentin Tischbein
Johann Valentin Tischbein (* 11. Dezember 1715 in Kloster Haina; † 24. April 1768 in Hildburghausen) war ein deutscher Maler aus der Künstlerfamilie Tischbein.

## Leben

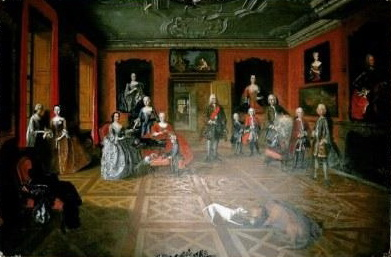
Das große Familienstück, Karl August zu Hohenlohe-Kirchberg und Verwandte (J.V. Tischbein, um 1745)

Johann Valentin Tischbein wurde als Sohn des Bäckermeisters Johann Heinrich Tischbein (1682–1764) als eines von acht Geschwistern geboren. Einer seiner jüngeren Brüder war u. a. Johann Heinrich Tischbein der Ältere.
1729 ging er nach Kassel, machte eine Lehre in einer Tapetenfabrik und eine Malerlehre (1729–1733) beim Hofmaler Johann Christian Fiedler in Darmstadt, die er (1733–1736) beim Hofmaler Johann Georg von Freese in Kassel fortsetzte. Das anschließende Künstlerleben Tischbeins hatte viele Stationen. Sein Aufenthaltsort von 1736 bis 1739 ist unklar, vermutlich war er ab 1736 bei Franz Lippold in Frankfurt am Main. Ab 1739 war er beim Grafen zu Solms-Laubach, 1741 war er kurz in Hanau und wurde Hofmaler des Grafen zu Solms-Laubach. Von 1744 bis 1747 war er Hofmaler des nachmaligen Fürsten Karl August zu Hohenlohe-Kirchberg in Kirchberg an der Jagst. Dort heiratete er seine erste Frau Margarete Dieffenbach. Von 1747 bis 1764 war er in den Niederlanden, zunächst in Maastricht, wo er eine Serie von neun Porträts der Militär-Gouverneure von Maastricht herstellte (heute im Schloss Fasanerie in Fulda). In Maastricht wurde 1750 sein Sohn Johann Friedrich August geboren, der später als Leipziger Tischbein bekannt wurde. 1752 zog es ihn nach Den Haag und Amsterdam. Als er 1764 nach Deutschland zurückkehrte, war er für kurze Zeit landgräflicher-hessischer Theatermaler in Kassel. Anschließend arbeitete er als Hofmaler von Herzog Ernst Friedrich III. Carl von Sachsen-Hildburghausen, war aber weiterhin auch für das landgräfliche Theater in Kassel tätig. 1765 heiratete er seine zweite Frau, Elisabeth Faure. Er starb 1768 in Hildburghausen.

## Werke
Seine ersten Porträtwerke sind von seinem Lehrer Fiedler, die späteren von seinem jüngeren Bruder Johann Heinrich Tischbein der Ältere beeinflusst. Sein im Verhältnis zur Malweise des Bruders konservativerer Porträtstil entsprach dem Spätbarock. Erhalten sind vor allem Porträts und Theaterdekorationen. Sie werden bewahrt u. a. vom Angermuseum Erfurt, von der Hessischen Hausstiftung (Schloss Fasanerie bei Fulda), dem Schloss Laubach, dem Schloss Hohenlohe an der Jagst (zum großen Teil verbracht nach Schloss Neuenstein), der Museumslandschaft Hessen Kassel (u. a. in Schloss Friedrichstein (Bad Wildungen)) und dem Germanischen Nationalmuseum in Nürnberg.

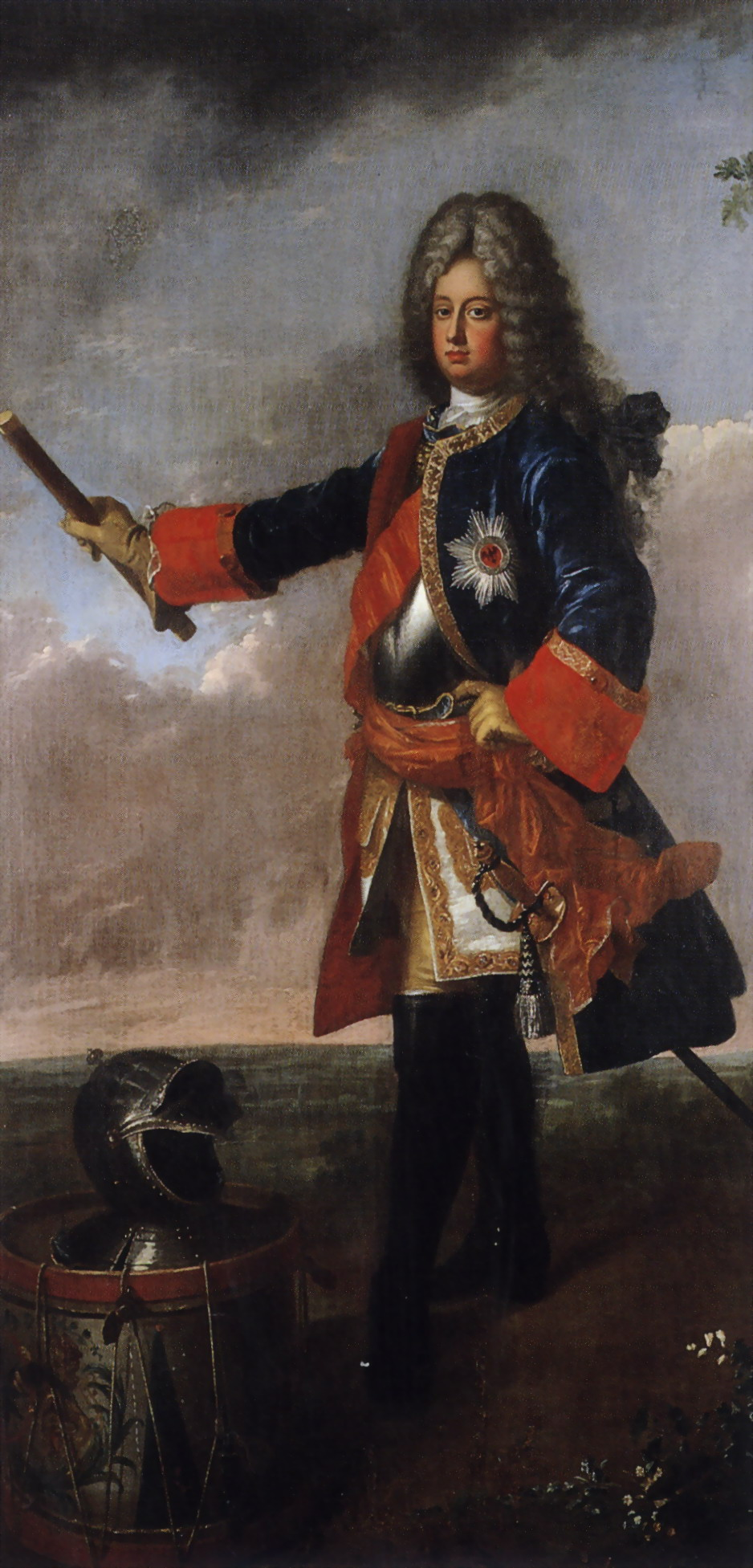
Claude-Frédéric t’Serclaes von Tilly, um 1750
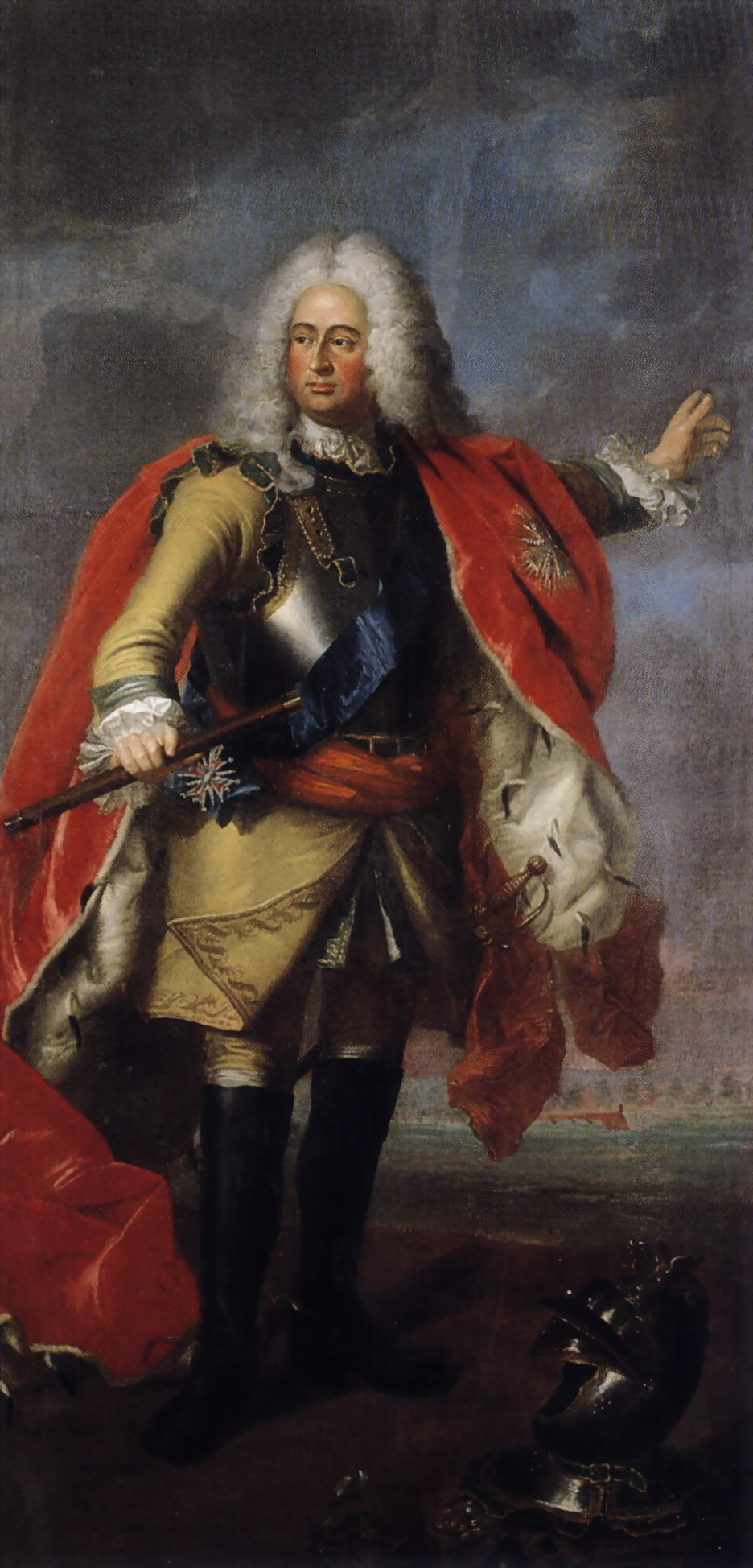
Wilhelm VIII von Hessen-Kassel, um 1750
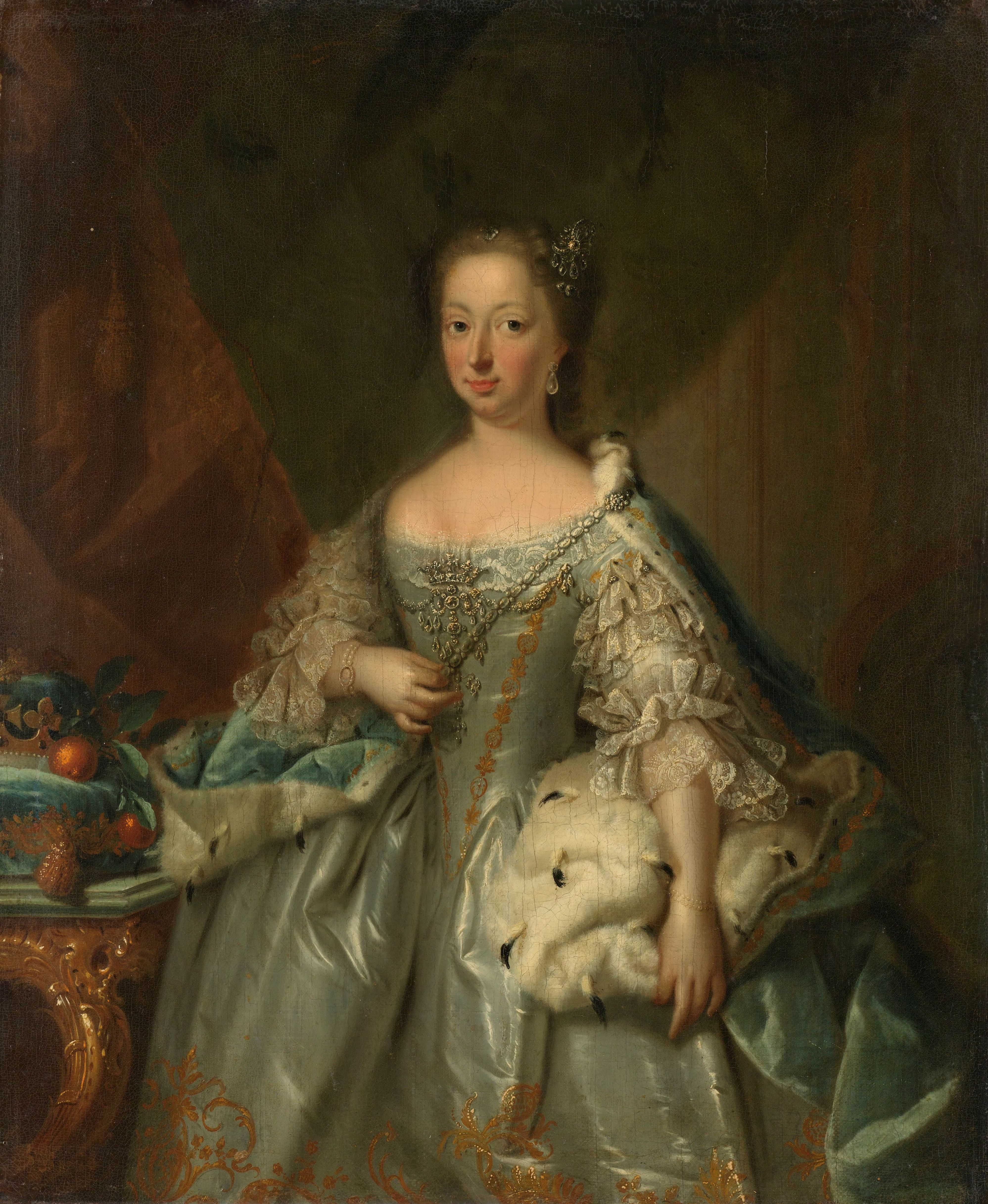
Anna von Hannover, 1753
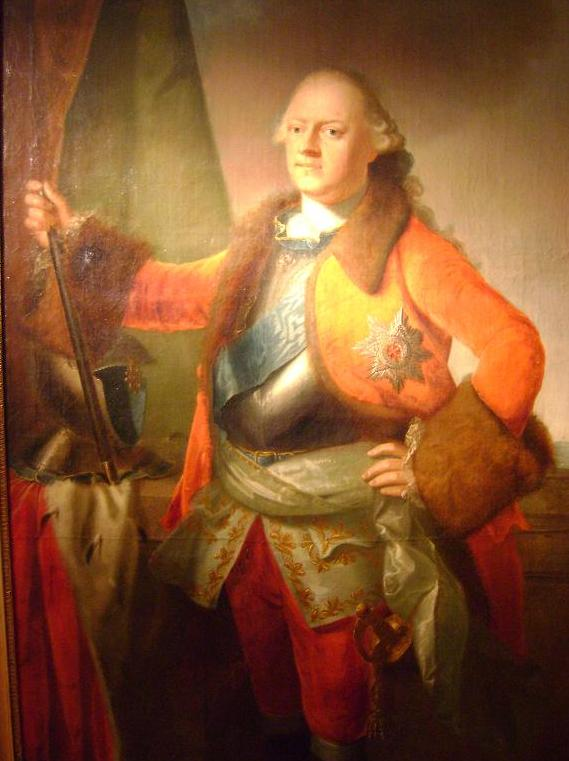
Ernst Friedrich III von Sachsen-Hildburghausen, um 1765